# فرناندس (لاعب كرة قدم)
فرناندس هو لاعب كرة قدم برازيلي في مركز الهجوم، ولد في 24 أبريل 1985 في Caaporã ‏ في البرازيل. لعب مع Oeste Futebol Clube ‏.

## وصلات خارجية
- فرناندس (لاعب كرة قدم) على موقع قاعدة بيانات كرة القدم.إي يو (الإنجليزية)
- فرناندس (لاعب كرة قدم) على موقع Soccerway.com (الإنجليزية)